# Der Spion von nebenan 2
Der Spion von nebenan 2 (Originaltitel: My Spy: The Eternal City) ist eine US-amerikanische Actionkomödie von Regisseur Peter Segal, die weltweit am 18. Juli 2024 auf Prime Video veröffentlicht wurde. Es handelt sich um eine Fortsetzung zu Der Spion von nebenan (2020), in der Dave Bautista und Chloe Coleman erneut die Hauptrollen übernahmen.

## Handlung
Einige Jahre nach den Ereignissen des ersten Films leben JJ und Sophie als Patchworkfamilie in Langley, wo JJ einen Bürojob bei der CIA angenommen hat. Während Sophies Mutter Kate als Krankenschwester in Ruanda tätig ist, hat JJ damit zu kämpfen, den Anforderungen als Familienvater gerecht zu werden. Sophie nimmt nur noch widerwillig am täglichen Kampfsporttraining teil, sondern interessiert sich viel mehr für ihren Mitschüler Ryan. Als der gemeinsame Schulchor einen landesweiten Wettbewerb gewinnt und nach Italien reisen darf, um dort im Vatikan aufzutreten, wittert Sophie ihre Chance, Ryan ihre Gefühle zu gestehen. Auch JJ nimmt als Begleitperson an der Fahrt teil, um seiner Stieftochter zu beweisen, dass er ein cooler Vater sein kann.
Auf der Fahrt kommt es zunächst zu Konflikten zwischen Sophie und JJ, da die Teenagerin den auf Kontrolle bedachten Agenten gegenüber ihren Klassenkameraden peinlich findet. Als auf einem Zwischenstopp in Florenz allerdings Sophies bester Freund Collin – der Sohn von JJs Vorgesetzten David Kim – vom Söldner Bishop Crane entführt wird, finden beide wieder zueinander, um die Hintergründe der Verschwörung aufzudecken. Es stellt sich heraus, dass die Organisation hinter Crane in den Besitz einer eigentlich von der CIA sichergestellten Datei gekommen ist, die den Standort zahlreicher versteckter Koffer-Atombomben aus Zeiten des Kalten Krieges beinhalten. Im Tausch gegen seinen Sohn soll Kim nun die Aktivierungscodes beschaffen, weshalb der CIA-Direktor gemeinsam mit der Analystin Bobbi Ulf nach Europa reist.
Auf einer NATO-Militärbasis können JJ, Sophie, Kim und Bobbi an die Aktivierungscodes kommen, weshalb sie von der CIA fortan für Abtrünnige gehalten werden. Bei der geplanten Übergabe stellt sich die bisher geheime Auftraggeberin von Bishop als Terroristin Nancy Buck heraus, die Sophies Schulchor die ganze Zeit über als stellvertretende Schulleiterin getarnt begleitet hat. Kim tauscht sich selbst gegen seinen Sohn ein, doch entgegen der Abmachung wird Collin nicht freigelassen, sondern soll von Crane erschossen werden.
Mithilfe von Straßenkameras kann Bobbi Crane zurückverfolgen, um so den Ort zu bestimmen, an dem Collin gefangen gehalten wird. Bevor Crane den Teenager erschießen kann, wird er von JJ gestoppt, kann allerdings fliehen. Um nun auch Collins Vater zu befreien, reist die Gruppe in den Vatikan, wo Buck eine der Bomben platziert hat, um sich so von den G7-Staaten große Geldsummen zu erpressen. Gemeinsam können sie Kim befreien, Crane umbringen, eine drohende Detonation stoppen und Buck das Handwerk legen.
Zurück in den Vereinigten Staaten wird JJ von seiner Stieftochter durch die gemeinsamen Erlebnisse als Vater anerkannt. Sophie beginnt ihrerseits eine Beziehung mit Collin, nachdem Ryan sich in Italien den Gefahrensituationen lieber entzogen hatte, anstatt Sophie zu helfen. Auch David Kim und Bobbi haben auf der Reise romantische Gefühle füreinander entwickelt, nachdem sich beide auf der italienischen Militärbasis bereits als Ehepaar ausgegeben hatten.

## Produktion

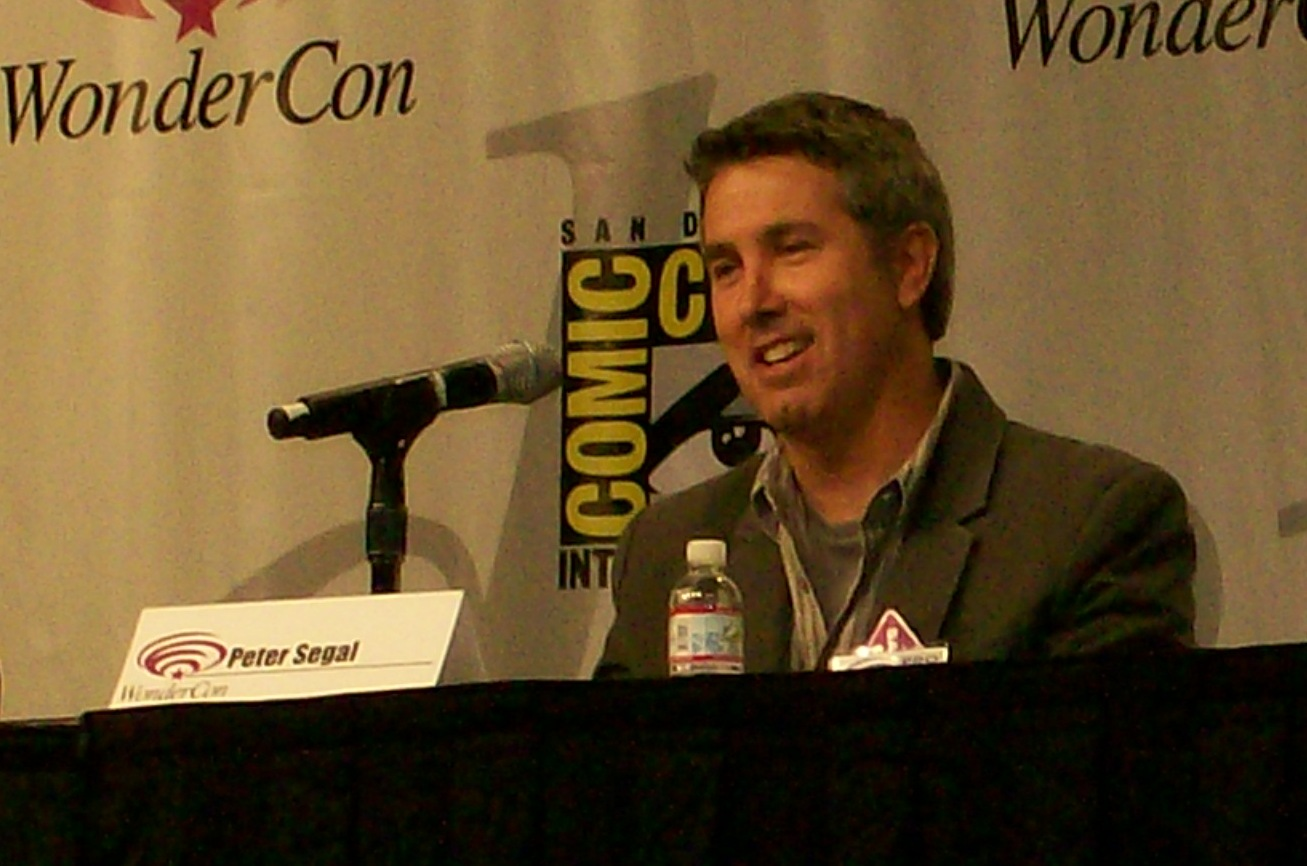
Regisseur Peter Segal (2008)

Nachdem Der Spion von nebenan trotz schlechter Kritiken im Zuge der COVID-19-Pandemie eine große Zuschauerschaft auf Prime Video verzeichnen konnte, begannen Amazon Studios und STX Entertainment im August 2020 mit der Entwicklung einer Fortsetzung. Diese wurde im Februar 2023  angekündigt und entstand erneut unter der Regie von Peter Segal, der ebenso das von Erich Hoeber und Jon Hoeber verfasste Drehbuch überarbeitete.
Zu den wiederkehrenden Darstellern zählen Dave Bautista als CIA-Agent JJ, Chloe Coleman als dessen Stieftochter Sophie, Kristen Schaal als CIA-Analystin Bobbi, Ken Jeong als CIA-Direktor David Kim, Nicola Correia-Damude als CIA-Agentin Christina und Noah Danby sowie Devere Rogers als Söldner Todd und Carlos. Die Rolle von Sophies Mutter Kate wurde im Vergleich zum Vorgängerfilm mit Lara Babalola neubesetzt. Als Neuzugänge schlossen sich Anna Faris als Terroristin Nancy Buck, Flula Borg als Söldner Bishop Crane, Craig Robinson, Billy Barratt und Taeho K der Besetzung an.
Die Dreharbeiten mit Kameramann Larry Blanford begannen Ende Februar 2023 in Südafrika. Im April wurden die Filmaufnahmen nach Rom verlagert, ehe die Dreharbeiten am 3. Mai 2023 in Venedig abgeschlossen wurden. Die Filmmusik komponierte Sean Segal, der Sohn des Regisseurs.
Ein Trailer zum Film wurde am 12. Juni 2024 veröffentlicht. Der Spion von nebenan 2 wurde weltweit am 18. Juli 2024 ins Programm von Prime Video aufgenommen.

## Synchronisation
Dei deutschsprachige Synchronisation entstand nach einem Dialogbuch und unter der Dialogregie von Nico Sablik bei Iyuno Germany.
| Rolle               | Darsteller            | Synchronsprecher  |
| ------------------- | --------------------- | ----------------- |
| Jason „JJ“ Jones    | Dave Bautista         | Tilo Schmitz      |
| Sophie Vale         | Chloe Coleman         | Emilia Raschewski |
| Roberta „Bobbi“ Ulf | Kristen Schaal        | Ilona Otto        |
| David Kim           | Ken Jeong             | Axel Malzacher    |
| Collin Kim          | Taeho K               | Oliver Szerkus    |
| Ryan Kerr           | Billy Barratt         | Finn Posthumus    |
| Nancy Buck          | Anna Faris            | Marie Bierstedt   |
| Bishop Crane        | Flula Borg            | Johannes Raspe    |
| Connelly            | Craig Robinson        | David Nathan      |
| Christina           | Nicola Correia-Damude | Nicole Hannak     |
| Carlos              | Devere Rogers         | Tobias Nath       |
| Kate Vale           | Lara Babalola         | Svantje Wascher   |

## Rezeption

### Kritiken
Der Spion von nebenan 2 konnte 22 % der 41 bei Rotten Tomatoes gelisteten Kritiker überzeugen und erhielt dabei eine durchschnittliche Bewertung von 4,2 Punkten. Als zusammenfassendes Fazit zieht die Seite, der Film verschwende das komödiantische Timing von Dave Bautista an ein bleiernes Drehbuch und sei insgesamt ein Fehlschlag. Bei Metacritic erhielt die Fortsetzung basierend auf 12 Kritiken einen Metascore von 36 von 100 möglichen Punkten.
Zu einem überwiegend wohlwollenden Urteil gelangt Lutz Granert von Filmstarts, für den Der Spion von nebenan 2 kurzweilige, aber bislang auch arg flache Unterhaltung zu bieten habe. Die Handlung sei zwar noch austauschbarer als im Vorgängerfilm und gerate fast vollständig in den Hintergrund, doch insbesondere mit dem grellen Humor könne die Fortsetzung weiterhin punkten. Der Film ziehe seinen Witz dabei vor allem aus der Verweichlichung des von Dave Bautista verkörperten CIA-Agenten, der nun in seiner neuen Vaterrolle endgültig der Albernheit preisgegeben werde. Paroli bieten ihm nur die mit Grips, Charme und sarkastischen Pointen ausgestatteten Chloe Coleman und Kristen Schaal, wobei Coleman abermals alle Szenen und Sympathien stehle.
Deutlich kritischere Worte findet Owen Gleiberman von Variety, für den der Spionagethriller für Kinder zu generisch bleibe, um richtig durchstarten zu können. Nach einer absurd extravaganten Eröffnungsszene sei Der Spion von nebenan 2 so in einem Action-Overdrive im Stile von Spy Kids mit den typischen Thriller-Klischees gefangen. Die Fortsetzung habe dabei die nötige Leichtigkeit, lasse aber an Humor vermissen, auch wenn sowohl Dave Bautista und die lebhafte Chloe Coleman solide Darbietungen abliefern würden.
Enttäuscht zeigt sich Cath Clarke vom Guardian, die Der Spion von nebenan 2 als reizlose Actionkomödie bezeichnet, in der nicht viel los sei. Zwar gebe es in der Fortsetzung einige nette Darbietungen von Ken Jeong oder Anna Faris, doch insbesondere Hauptdarsteller Dave Bautista sei als CIA-Agent nur wenig überzeugend und wirke stellenweise komatös. Tonal sei der Film ein komplettes Durcheinander zwischen Familienfilm und Action im Bond-Stil, was zu einigen wirklich schrecklichen Sequenzen führe.
Ein vernichtendes Urteil zieht auch Kate Erbland von IndieWire, für die die „schäbige Fortsetzung“ eine Rundumerneuerung der schlimmsten Art sei. Die Kritikpunkte des ersten Films könnten dabei problemlos auch auf Der Spion von nebenan 2 übertragen werden, wobei die altbekannte Handlung weiterhin humorlos und vorhersehbar sei. Die Figurenentwicklung werde im Allgemeinen für flache Gags geopfert, sodass nicht einmal die komödiantisch herausragenden Ken Jeong und Kristen Schaal überzeugen könnten. Zwischen den Hauptdarstellern Dave Bautista und Chloe Coleman bestehe hingegen durchaus eine warmherzige Chemie, doch die Fortsetzung versäume es, diese einzufangen und so aus ihr Kapital zu schlagen.

### Abrufzahlen
Am Startwochenende konnte Der Spion von nebenan 2 in 91 Ländern die Spitzenposition der Filmcharts bei Prime Video erreichen.